# Waalse verkiezingen 2009/Kandidatenlijsten/CDH
Dit zijn de kandidatenlijsten van het cdH voor de Waalse verkiezingen van 2009. De verkozenen staan vetgedrukt.

## Aarlen-Marche-en-Famenne-Bastenaken

### Effectieven
1. Benoît Lutgen
2. Anne-Catherine Goffinet
3. Elie Deblire

### Opvolgers
1. André Bouchat
2. Christiane Kirsch
3. Veronique Balthazard
4. Josy Arens

## Bergen

### Effectieven
1. Catherine Fonck
2. Guillaume Hambye
3. Patricia Lan
4. Henri Cammarata
5. Maria-Mercedes Dominguez
6. Jean-Yves Deglasse

### Opvolgers
1. Carlo Di Antonio
2. Savine Moucheron
3. Pierre-Antoine Sturbois
4. Cindy Beriot
5. Fernand Stievenart
6. Maria Buttol

## Charleroi

### Effectieven
1. Véronique Salvi
2. Philippe Wautelet
3. Barbara Osselaer
4. Fabienne Manandise-Janot
5. Jean-Philippe Vandamme
6. Mohamed Fekrioui
7. Philippe Sprumont
8. Anne Harpigny-Mathelart
9. Jean-Jacques Viseur

### Opvolgers
1. Antoine Tanzilli
2. Annie Cotton
3. Kâralabos Raptis
4. Nese Acikgöz
5. Johan Pêtre
6. Marie-Chantal Nicaise
7. Antonio Quattrocchi
8. Julie Vanpee-Hérion
9. Anne-Marie Corbisier-Hagon

## Dinant-Philippeville

### Effectieven
1. Michel Lebrun
2. Christine de Pret-du Bois d'Aische
3. Chloé Liessens
4. Thierry Lavis

### Opvolgers
1. Christophe Bastin
2. Eveline Blanc-Nicolai
3. Chantal Taminiaux-Clarenne
4. Stéphane Lasseaux

## Doornik-Aat-Moeskroen

### Effectieven
1. Damien Yzerbyt
2. Hélène Couplet-Clément
3. Christian Brotcorne
4. Gilbert Deleu
5. Cécile Dascotte
6. Véronique Waroux
7. Alfred Gadenne

### Opvolgers
1. Idès Cauchie
2. Philomène Gallez
3. Mathilde Vandorpe
4. Lise Amorison
5. Marie-Eve Desbuquoit
6. Michel Casterman
7. Jean-Marie Vandenberghe

## Hoei-Borgworm

### Effectieven
1. Joseph George
2. Frédérique Kersten
3. Trang Nguyen
4. Théo Blaffart

### Opvolgers
1. Francis Dejon
2. Justine Comijn
3. André Dumont
4. Marie-Claire Binet

## Luik

### Effectieven
1. Marie-Dominique Simonet
2. Michel de Lamotte
3. Louis Smal
4. Valérie Hiance
5. Vanessa Noville
6. Antonio Mancuso
7. Serge Ernst
8. Valérie Burlet
9. Soumaya Ferdaous
10. Serge Scalais
11. Laurence Melin-Magotte
12. Robert Grosch
13. Michel Firket

### Opvolgers
1. Christine Servais
2. Luc Lejeune
3. Raphaël Van De Sande
4. Laurence Cuipers
5. Sylvia De Jonghe
6. Jean-Christophe Henon
7. Nuray Saglam
8. Bernadette Plam
9. Claire Demoulin
10. Thierry Ancion
11. Thérèse Streel-Helleputte
12. Benoît Drèze
13. Josly Piette

## Namen

### Effectieven
1. Maxime Prévot
2. Françoise Sarto-Piette
3. Etienne Sermon
4. Véronique Petit-Rambin
5. Etienne Bertrand
6. Geneviève Lazaron

### Opvolgers
1. Benoît Dispa
2. Clotilde Leal-Lopez
3. Rosette Kallen-Loroy
4. Valérie Gorlier
5. Jean-Claude Nihoul
6. Jacques Etienne

## Neufchâteau-Virton

### Effectieven
1. Dimitri Fourny
2. Isabelle Poncelet

### Opvolgers
1. Michel Thiry
2. Sylvie Théodore
3. Philippe Pignolet
4. Thérèse Mahy

## Nijvel

### Effectieven
1. André Antoine
2. Anne Delvaux
3. Gérard Lemaire
4. Olivier Vanham
5. Evelyne Stinglhamber-Vanpee
6. Thérèse De Baets-Ferrière
7. Monique Misenga Banyingela
8. Alain Clabots

### Opvolgers
1. Benoît Langendries
2. Sylvie Roberti
3. Vincent Girboux
4. Marie-Céline Chenoy
5. Muriel Koch
6. Benoît Thoreau
7. Philippe Matthis
8. Brigitte Wiaux

## Thuin

### Effectieven
1. David Lavaux
2. Aurore Tourneur
3. Benoît De Ghorain

### Opvolgers
1. Eric Thiry
2. Karine Cosyns
3. Delphine Deneufbourg
4. Damien Laloyaux

## Verviers

### Effectieven
1. Melchior Wathelet
2. Anne Marenne-Loiseau
3. Herbert Grommes
4. Aline Leclercq
5. André Samray
6. Marie-Martine Schyns

### Opvolgers
1. Marc Elsen
2. Bianca Boemer-Hermann
3. Joseph Austen
4. Ludivine Desonay
5. Anne Lecloux
6. Jean-Paul Bastin

## Zinnik

### Effectieven
1. Jean-Paul Procureur
2. Marie-Josée Vandamme
3. Quentin Merckx
4. Isabelle Van Steen

### Opvolgers
1. Yves Drugmand
2. Béatrice Bulteau
3. Caroline Charpentier
4. Antoine Rasneur